# Campionato ceco di rugby a 15
La Česká ragbyová extraliga è il massimo campionato di rugby a 15 della Repubblica Ceca.
Esso si tiene dalla stagione 1992-93 e rappresenta la prosecuzione del Campionato cecoslovacco in quanto la maggior parte delle compagini provenivano da Boemia e Moravia.

## Albo d'oro
| Edizione | Vincitore     |
| -------- | ------------- |
| 1992-93  | Vyškov        |
| 1993-94  | Vyškov        |
| 1994-95  | Tatra Smichov |
| 1995-96  | Říčany        |
| 1996-97  | Tatra Smichov |
| 1997-98  | Sparta Praga  |
| 1998-99  | Sparta Praga  |
| 1999-00  | Brno          |
| 2000-01  | Říčany        |
| 2001-02  | RC Praga      |
| 2002-03  | Tatra Smichov |
| 2003-04  | Říčany        |
| 2004-05  | Říčany        |
| 2005-06  | Říčany        |
| 2006-07  | Tatra Smichov |
| 2008     | Tatra Smichov |
| 2009-10  | Slavia Praga  |
| 2010-11  | Říčany        |
| 2011-12  | Říčany        |
| 2012-13  | Tatra Smichov |
| 2013-14  | RC Praga      |
| 2014-15  | RC Praga      |
| 2015-16  | Vyškov        |
| 2016-17  | Sparta Praga  |
| 2018     | Tatra Smichov |
| 2019     | Sparta Praga  |